# Poste centrale de Belgrade
La poste centrale de Belgrade (en serbe cyrillique : Палата Главне поште у Београду, en serbe latin : Palata Glavne pošte u Beogradu) est situé au coin des rues Takovska et Bulevar kralja Aleksandra, à proximité de l'Assemblée nationale, du bâtiment du président de la Serbie) et de l'Assemblée de la ville de Belgrade). 
Il s'agit de l'un des bâtiments les plus représentatifs des services postaux serbes. Il a été construit dans la période 1935-1938 comme Caisse d'épargne postale, bureau de poste et télégraphe principal,,,,,. 
Depuis l'achèvement des travaux à nos jours, la partie du palais donnant sur la rue Takovska conçue pour le travail du Bureau de poste principal n'a pas changé son but initial. D'autre part, la partie du palais donnant sur la rue Bulevar kralja Aleksandra où se trouvait la Caisse d'épargne postale, de 1946 à septembre 2006 a été utilisé pour abriter la Banque nationale, jusqu'à sa réinstallation dans un nouveau bâtiment sur la place Slavija (Trg Slavija). Depuis 2003 certains ministères de la république de Serbie se trouvent dans cette partie du bâtiment. Il est depuis 2013, utilisé par la Cour constitutionnelle de Serbie. La même année, il a été mis sur la liste des monuments culturels.

## Histoire
Le bureau de poste principal, dont l'histoire du service date des années quarante du XIXe siècle, a été la plus haute institution postale non seulement en Serbie mais dans l'ensemble du royaume des Serbes, Croates et Slovènes, puis dans le royaume de Yougoslavie. D'autre part, la Caisse d'épargne postale a commencé ses opérations le 1er octobre 1923, dans le Palais de Moscou » à Terazije.